# 阮廷賓
阮廷賓（越南语：／；1798年—1873年），原名阮廷興（越南语：／），越南阮朝官員。

## 生平
阮廷賓是承天府廣田縣人，慶澤侯阮廷德之子。明命二年（1821年），阮廷賓參加鄉試，考中直隸場舉人。明命九年（1828年），授吏部員外郎，尋遷郎中。後與郎中鄧文啟充如清乙副使。回國後，因買辦不合，被免職，發往呂宋船效力。
明命十二年（1831年），起復，任內務府司務。次年（1832年），署工部郎中，轉署內務府郎中。同年，奉命和乂安省臣一起視察江道，繪製地圖。回到京城後，阮廷賓上奏，介紹了當地流民窮困少食，賣兒鬻女度日的情形。明命帝責令乂安省臣查實此事。乂安省臣回報，指民間生活不至如此窮苦。明命帝認為阮廷賓言過其實，“年輕好事，風影無憑，遽以入告，殊為冒昧”，下令申飭阮廷賓。同年秋，阮廷賓改任禮部郎中，尋署光祿寺卿，辦理禮部事務。明命十四年（1833年），升署乂安布政使。明命二十一年（1840年），遷兵部左侍郎。
紹治元年（1841年），阮廷賓改禮部左侍郎，充如清歲貢並賀壽正使，但因處於國孝期間，暫停派遣如清。不久，阮廷賓加禮部參知銜，專充候命正使。後因贈送清朝邊境官員禮物，遭到彈劾，降一級留用。後升署河內興安巡撫，尋實授該職。紹治四年（1844年），大計，降為吏部右侍郎。紹治五年（1845年），升署吏部右參知，轉署治平巡撫。紹治七年（1847年），遷南義巡撫。同年二月，法國軍艦派人前來交涉，遞交了國書，阮廷賓將國書送往京城。廷議認為此事“虧國體”，擬將阮廷賓革職。三月，法國軍艦炮擊沱㶞港，將阮朝兵船全部擊破。阮廷賓因籌度失宜革職。七月，起復為侍讀，充修書所，編輯字韻。尋升至兵部侍郎。
嗣德五年（1852年），阮廷賓以本銜署定祥巡撫。嗣德七年（1854年），遷興安巡撫，轉護定安總督。嗣德十二年（1859年），實授總督。嗣德十五年（1862年），阮廷賓改任海安經略大臣兼定安總督，清剿海陽、興安一帶的水匪。不久，廷臣請召阮廷賓回朝任職，嗣德帝以阮廷賓為善妃阮氏錦之父為由，不許。嗣德十六年（1863年），阮廷賓以老病乞休，嗣德帝准以他兵部尚書銜回休。
嗣德十七年（1864年），阮廷賓之子阮廷幹與富平公阮福綿𡪿之子阮福洪槢起兵。廷議認為阮廷賓知情不報，開革一切職務，擬斬監候。嗣德帝改為杖徒，並准付錢贖買刑罰。嗣德十九年（1866年），嗣德帝以阮廷賓舊有功勳，開復為鴻臚寺卿休致。嗣德二十六年（1873年），阮廷賓因病去世，壽七十六歲。追贈禮部尚書銜。

## 子女
- 子
  - 阮廷幹，因謀反罪被殺
  - 阮廷接，尚紹治帝第三十四女順美公主阮玉福徽
  - 阮廷隆，知縣
- 女
  - 阮氏錦，嗣德帝善妃，同慶帝養母